# Marko Macan
Marko Macan (1993. április 26. –) horvát válogatott vízilabdázó, a Jug Dubrovnik játékosa bekk poszton.

## Sportpályafutása
Tagja volt a 2016-ban, Belgrádban Európa-bajnoki 7. helyen végzett horvát válogatottnak.

## Nemzetközi eredményei
- világbajnoki 2. hely (2019)
- Európa-bajnoki 7. hely (Belgrád, 2016)